# Národní institut SYRI

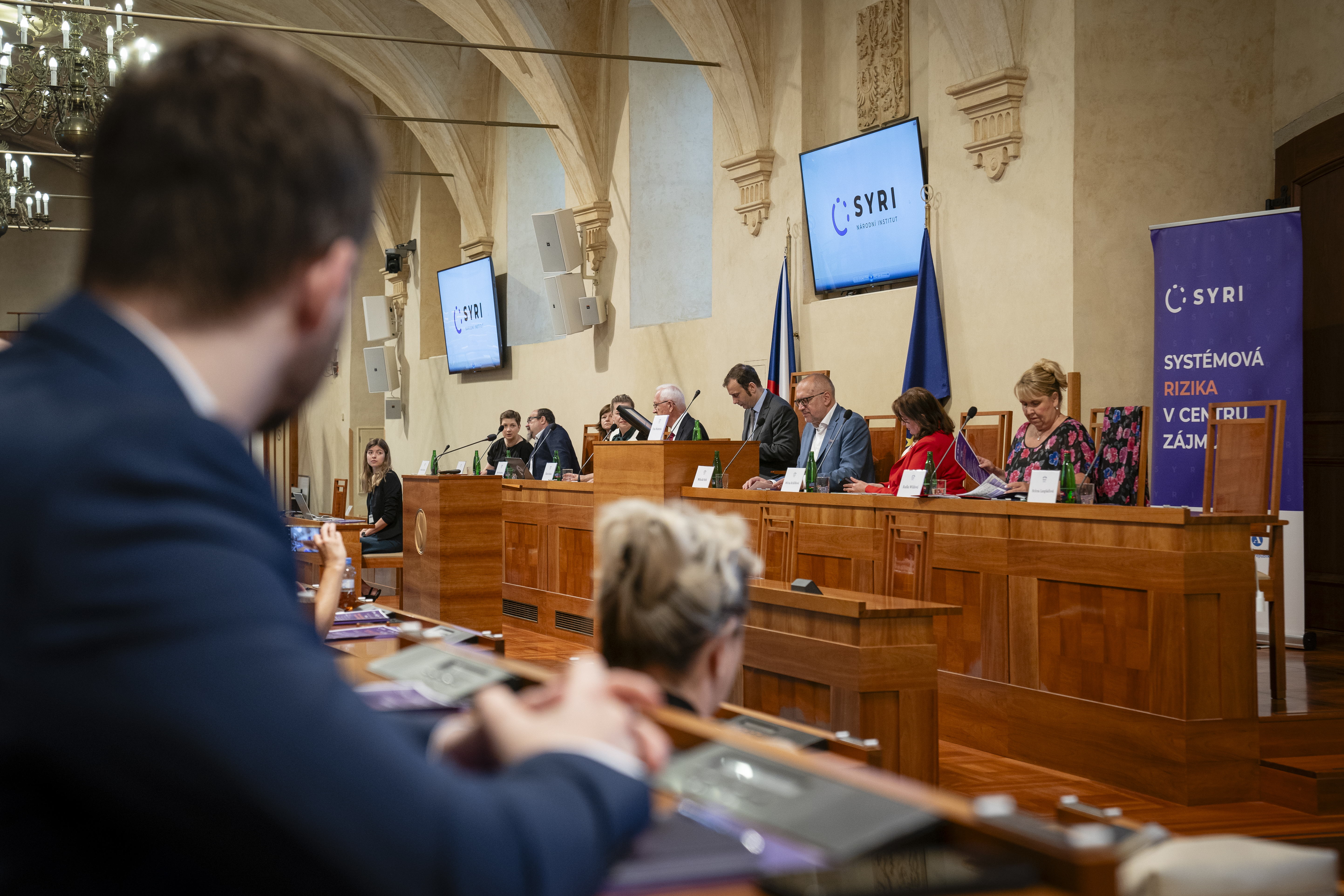
Zástupci SYRI na konferenci v Senátu PČR dne 20. 6. 2023.

Národní institut pro výzkum socioekonomických dopadů nemocí a systémových rizik, též Národní institut SYRI je vědecká instituce sdružující vědce Masarykovy univerzity, Univerzity Karlovy a Akademie věd ČR formou virtuálního vědeckého hubu. Jedním z cílů tohoto vědeckého institutu, financovaného z prostředků Evropské unie, je poskytovat v reálném čase doporučení pro decizní sféru, která se bude na jejich základě rozhodovat.

## Vznik SYRI
Národní institut SYRI vznikl spolu s dalšími čtyřmi instituty jako projekt v rámci programu EXCELES Národního plánu obnovy (NPO) financovaného z prostředků EU Next Generation. Národní plán obnovy připravila a na svém jednání 17. 5. 2021 schválila vláda Andreje Babiše (Usnesení vlády ČR č. 467) a 1. 7. 2021 jej předložila Evropské komisi
Dne 13. 9. 2021 byl usnesením vlády České republiky č. 796 v souladu s § 5 odst. 2 zákona č. 130/2002 Sb. schválen „Program podpory excelentního výzkumu v prioritních oblastech veřejného zájmu ve zdravotnictví – EXCELES“', který je financován z prostředků Evropské unie prostřednictvím Nástroje pro oživení a odolnost.
Veřejnou soutěž v programu EXCELES vyhlásilo MŠMT dne 8. 12. 2021 podle zákona o podpoře, výzkumu, experimentálního vývoje a inovací. Masarykova univerzita, Univerzita Karlova a ústavy Akademie věd ČR vytvořily konsorcium a přihlásily se do této soutěže s návrhem projektu Institutu SYRI. Ministerstvo školství, mládeže a tělovýchovy rozhodlo podle podmínek stanovených programem EXCELES a jeho zadávací dokumentací projekt podpořit. 

## Složení SYRI a výzkumné otázky
V SYRI od 1. 6. 2022 pracuje 150 vědců v 9 výzkumných skupinách, které jsou zaměřeny na komunikaci, rizika a nejistoty, právo a vládnutí, společenskou odolnost, socioekonomické nerovnosti ve zdraví, polarizaci a populismus, efektivitu zdravotního systému, vzdělávání, ekonomické dopady a trh práce. V každém z výzkumných týmů spolupracují vědci ze všech tří zakladatelských institucí, kterými jsou Masarykova univerzita, Univerzita Karlovy a Akademie věd ČR, což jsou tři klíčové vědecké instituce v České republice. Své výsledky SYRI komunikuje směrem k decizní sféře napříč politickým spektrem. Příkladem jsou kulaté stoly v Poslanecké sněmovně nebo konference v Senátu.

## Struktura SYRI
Vrcholným orgánem SYRI je Koordinační rada na úrovni prorektorů obou univerzit (MUNI, UK) a místopředsedy Akademie věd ČR. Jejím úkolem je schvalovat základní koncepci institutu a dohlížet na její realizaci, schvalovat společná pravidla pro oblast rozvoje lidských zdrojů a řízení rizik. Dále pak projednávat zprávy Řídícího výboru o činnosti a naplňování projektových závazků a rozhodovat o sporných otázkách, které se nepodaří vyřešit jednáním na úrovni Řídícího výboru.
Společným výkonným a řídícím orgánem je Řídící výbor, složený z jednotlivých partnerů. Jeho předsedkyní je vědecká ředitelka SYRI. Řídící výbor odpovídá za naplňování závazků projektu, přípravu společných pravidel pro oblast lidských zdrojů a monitoring rizik, za sledování čerpání rozpočtu projektu. Dále pak za vyhledávání strategických rozvojových příležitostí a grantovou strategii, za nastavení koncepce vztahů SYRI k velkým výzkumným infrastrukturám a za koncepci vnitřní i vnější komunikace, jakož i za usměrňování všech ostatních společných záležitostí SYRI.
Nezávislé hodnocení činnosti a podněty pro další strategický rozvoj zabezpečuje Mezinárodní vědecká poradní rada (ISAB), která na základě evaluace jednou ročně hodnotí personální složení, rozvoj a výstupy jednotlivých výzkumných oblastí, řízení projektu apod. Zpráva a doporučení ISAB je vždy projednána společně se stanoviskem a návrhem opatření předloženými Řídícím výborem v Koordinační radě.
Základní odpovědnost za nastavení a realizaci výzkumného zaměření a personálního obsazení v jednotlivých výzkumných oblastech mají jejich koordinátoři, kteří tvoří Vědecký výbor. Jednotlivé výzkumné oblasti jsou postaveny na principu meziinstitucionálních a interdisciplinárních týmů.
Národní institut SYRI pravidelně zveřejňuje informace na svých webových stránkách.